# Gewöhnliches Nadelröschen
Das Gewöhnliche Nadelröschen (Fumana procumbens), auch Zwerg-Sonnenröschen oder Niederliegendes Heideröschen genannt, ist eine Pflanzenart aus der Gattung der Nadelröschen (Fumana) in der Familie der Zistrosengewächse (Cistaceae).

## Beschreibung

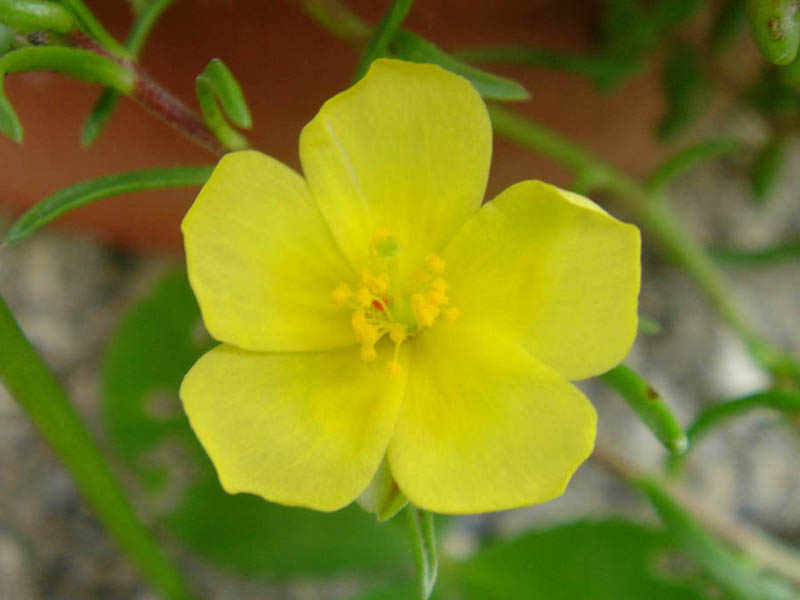
Radiärsymmetrische Blüte

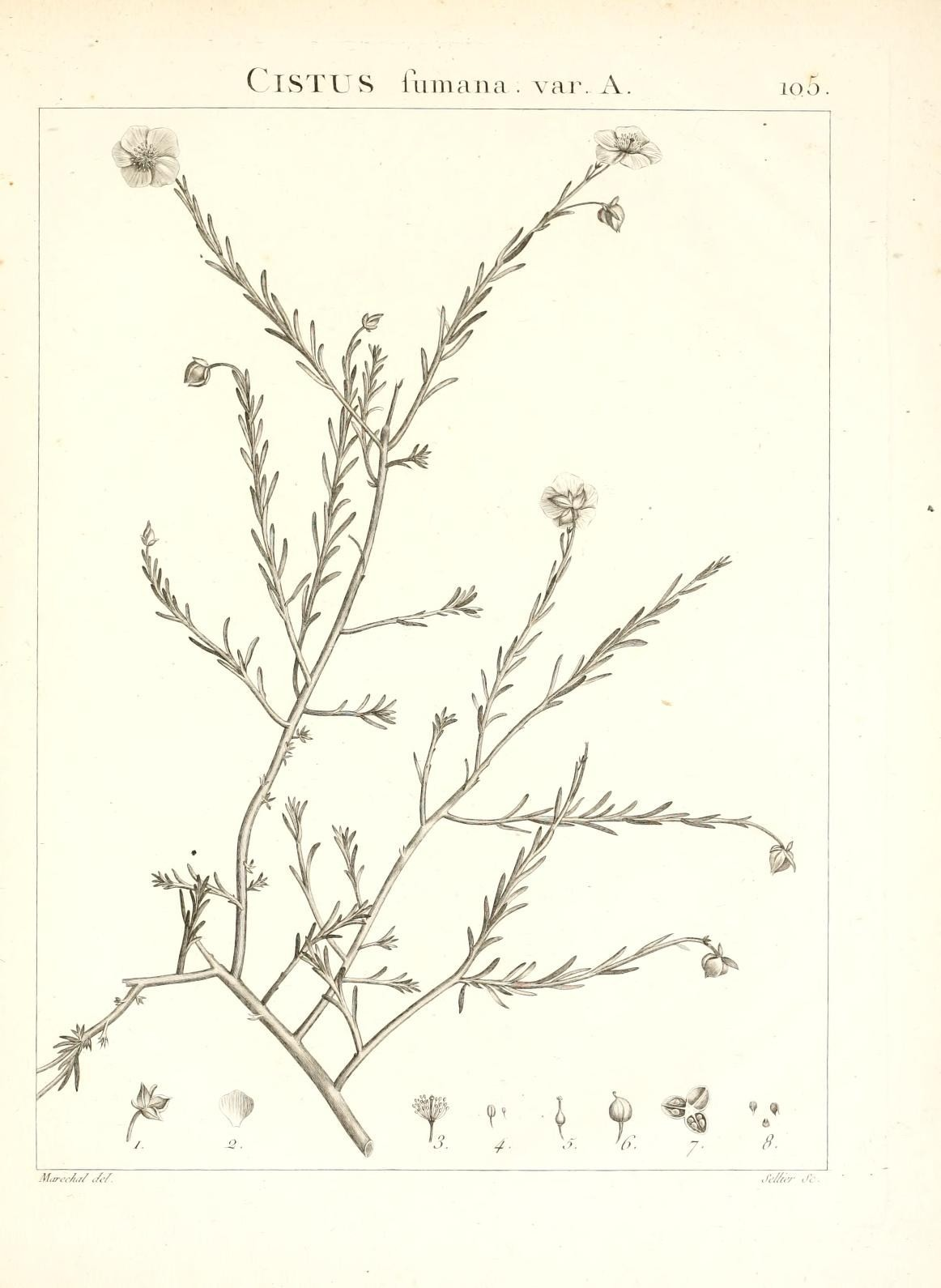
Illustration aus Flora Atlantica, sive, Historia plantarum quae in Atlante, agro Tunetano et Algeriensi crescunt, Tafel 105

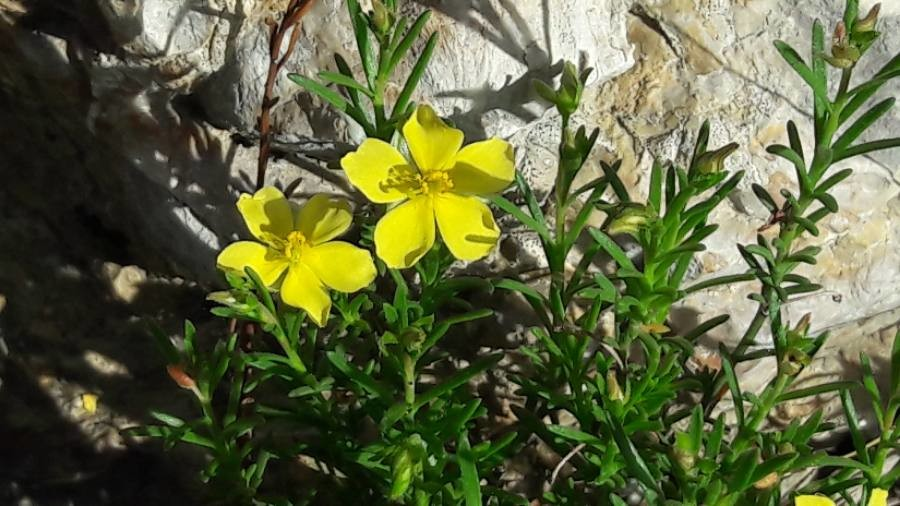
Habitus

### Vegetative Merkmale
Das Gewöhnliche Nadelröschen ist ein immergrüner Zwergstrauch, der Wuchshöhen von 5 bis 10, selten bis zu bis 20 Zentimetern erreicht. Die Sprossachsen sind niederliegend oder aufsteigend. Die Rinde ist kurz anliegend mit Drüsenhaaren behaart.
Die wechselständig angeordneten Laubblätter sind bei einer Länge von 4 bis 20 meist 5 bis 18 Millimetern sowie einer Breite von 0,5 bis 0,2 Millimetern nadelförmig. Nebenblätter sind nicht vorhanden. 

### Generative Merkmale
Die Blütezeit reicht von Juni bis Oktober. Je Blattachsel gibt es ein oder zwei Blüten. Der Blütenstiel ist ebenso lang oder kürzer als die Blätter in der Nähe.
Die zwittrigen Blüten sind radiärsymmetrisch und fünfzählig mit doppelter Blütenhülle. Die Kelchblätter sind ungleich lang. Die hinfälligen fünf Kronblätter sind 6 bis 10 Millimeter lang. Die äußeren Staubblätter sind steril.
Die Chromosomenzahl beträgt 2n = 32.

## Ökologie
Das Gewöhnliche Nadelröschen blüht nur vormittags und nur bei Sonnenschein; nachmittags sind die Blütenkronblätter bereits abgefallen. Es finden sich verschiedene Blütenbesucher ein, aber es erfolgt besonders vor dem Abblühen Selbstbestäubung. 
Die Kapselfrüchte fallen als Ganzes ab und breiten sich als Bodenroller aus, daneben erfolgt Klebausbreitung durch die sich verschleimenden Samen.

## Vorkommen
Das Gewöhnliche Nadelröschen ist im warmen bis warmgemäßigten Europa und Westasien verbreitet. Es gibt Fundortangaben für Marokko, Mallorca, Gibraltar, Spanien, Portugal, Andorra, Frankreich, Monaco, Malta, Sardinien, Sizilien, Italien, die Schweiz, Liechtenstein, Österreich, Deutschland, Belgien, Luxemburg, Schweden, Ungarn, Tschechien, die Slowakei, Slowenien, Serbien, Kosovo, Kroatien, Montenegro, Albanien, Bulgarien, Rumänien, Nordmazedonien, Griechenland, Inseln der östlichen Ägäis, Moldawien, die Krim, Nordkaukasien, Armenien, Aserbaidschan, Nachitschewan, Adscharien, Georgien, Libanon, Syrien sowie die Türkei.
Es gedeiht auf Kalkfelsfluren und Kalktrockenrasen sowie auf reichen Sandtrockenrasen vor. Das Gewöhnliche Nadelröschen ist kalkstet. Es ist in Mitteleuropa eine Charakterart des Verbandes Xerobromion, kommt aber auch in Pflanzengesellschaften des Verbands Koelerion glaucae vor. Das Gewöhnliche Nadelröschen steigt in Graubünden bis in eine Höhenlage von 1050 Metern, in Südtirol bis 1230 Metern und im Kanton Wallis bis 1510 Metern auf.
Die ökologischen Zeigerwerte nach Landolt et al. 2010 sind in der Schweiz: Feuchtezahl F = 1 (sehr trocken), Lichtzahl L = 4 (hell), Reaktionszahl R = 4 (neutral bis basisch), Temperaturzahl T = 4+ (warm-kollin), Nährstoffzahl N = 2 (nährstoffarm), Kontinentalitätszahl K = 4 (subkontinental).

## Taxonomie
Die gültige Erstbeschreibung erfolgte 1824 unter dem Namen (Basionym) Helianthemum procumbens durch Michel Félix Dunal in Augustin-Pyrame de Candolle: Prodromus Systematis Naturalis Regni Vegetabilis ... 1, S. 275. Die Neukombination zu Fumana procumbens (Dunal) Gren. & Godr. wurde 1847 durch Jean Charles Marie Grenier und Dominique Alexandre Godron in Flore de France (ou, Description des plantes qui croissent naturellement en France et en Corse). Tome premier, S. 173 veröffentlicht. Weitere Synonym (Taxonomie)|Synonyme für Fumana procumbens (Dunal) Gren. & Godr. sind: Cistus fumana L., Helianthemum fumana (L.) Mill., Fumana nudifolia Janch. nom. illeg., Fumana procumbens subsp. sabulosa Ciocârlan. Über die Taxonomie bei dieser Art wird kontrovers diskutiert.

## Nutzung
Das Gewöhnliche Nadelröschen wird selten als Zierpflanze für Steingärten genutzt.

## Belege
- Eckehart J. Jäger, Friedrich Ebel, Peter Hanelt, Gerd K. Müller (Hrsg.): Rothmaler Exkursionsflora von Deutschland. Band 5: Krautige Zier- und Nutzpflanzen. Spektrum Akademischer Verlag, Berlin Heidelberg 2008, ISBN 978-3-8274-0918-8.
- Ruprecht Düll, Herfried Kutzelnigg: Taschenlexikon der Pflanzen Deutschlands und angrenzender Länder. Die häufigsten mitteleuropäischen Arten im Portrait. 7., korrigierte und erweiterte Auflage. Quelle & Meyer, Wiebelsheim 2011, ISBN 978-3-494-01424-1.